# Sinem Ünsal
Sinem Ünsal (* 21. Juni 1993 in Izmir) ist eine türkische Schauspielerin.

## Leben und Karriere
Ünsal wurde am 21. Juni 1993 in Izmir geboren. Ihre Mutter ist tscherkessischer Abstammung und ihr Vater ist Aserbaidschaner. Sie studierte an der Eskişehir Osmangazi Üniversitesi. Ihr Debüt gab sie 2017 in der Fernsehserie Çoban Yıldızı. Im selben Jahr spielte sie in Siyah Beyaz Aşk mit. Zwischen 2018 und 2019 bekam sie eine Rolle in Kızım. Ihren Durchbruch hatte sie 2019 in Mucize Doktor. 2022 spielte Ünsal in Gizli Saklı mit.

## Theater
- 2019: Raif ile Letafet
- 2021: Çin'den Mektup
- 2022: Aydınlıkevler

## Filmografie
- 2017: Çoban Yıldızı
- 2017–2018: Siyah Beyaz Aşk
- 2018–2019: Kızım
- 2019–2021: Mucize Doktor
- 2021: Elbet Bir Gün
- 2022: Gizli Saklı
- 2024–2025: Uzak şehir